# Antonín Brož
Antonín Brož (* 14. Dezember 1987 in Jablonec nad Nisou) ist ein tschechischer Rennrodler.

## Werdegang
Antonín Brož ist Student und lebt in Smržovka. Seit 1995 rodelt er, seit 2002 gehört er dem Nationalkader an. Er bildet mit seinem älteren Bruder Lukáš Brož einen Doppelsitzer. In der Saison 2004/05 debütierte das Doppel im Weltcup, wo es schließlich den 24. Rang in der Gesamtwertung belegte. In den Folgejahren erreichten die Brož-Brüder konstante Ergebnisse zwischen den Rängen zehn und zwanzig; bei den Weltmeisterschaften 2009 und der Europameisterschaft 2010 platzierten sie sich jeweils auf der zwölften Position, was ihre bis heute (Stand 2011) besten Resultate bei Großereignissen sind. Im Februar 2006 nahm das Duo an den Olympischen Spielen in Turin teil, dabei war der 18-jährige Antonín Brož der jüngste Starter im 83-köpfigen tschechischen Team. Nach zwei Läufen belegte das Doppel den 16. Rang unter 18 ins Ziel gekommenen Duos. Vier Jahre darauf gelang den Brož-Brüdern nicht die erneute Olympiaqualifikation, an ihrer Stelle bestritten Luboš Jíra und Matěj Kvíčala den Wettbewerb in Vancouver.